# Pacifigorgia stenobrochis
Pacifigorgia stenobrochis is een zachte koraalsoort uit de familie Gorgoniidae. De koraalsoort komt uit het geslacht Pacifigorgia. Pacifigorgia stenobrochis werd in 1846 voor het eerst wetenschappelijk beschreven door Valenciennes. 